# Vigonza
Vigonza är en ort och kommun i provinsen Padova i regionen Veneto i Italien. Kommunen hade 23 035 invånare (2018).